# Distrikt Nueva Requena
Der Distrikt Nueva Requena liegt in der Provinz Coronel Portillo in der Region Ucayali in Ostzentral-Peru. Der Distrikt wurde am 14. September 1994 aus dem nördlichen Teil des Distrikts Campoverde gebildet. Der Distrikt Nueva Requena hat eine Fläche von etwa 2062 km². Beim Zensus 2017 wurden 5169 Einwohner gezählt. Im Jahr 2007 lag die Einwohnerzahl bei 5122. Verwaltungssitz des Distriktes ist die 153 m hoch gelegene Kleinstadt Nueva Requena mit 2489 Einwohnern (Stand 2017). Nueva Requena liegt an einem südlichen Altarm des Río Aguaytía 35 km westnordwestlich der Provinz- und Regionshauptstadt Pucallpa. Eine Straße führt von Nueva Requena nach Süden zum 18 km entfernten Campoverde.

## Geographische Lage
Der Distrikt Nueva Requena liegt im Nordwesten der Provinz Coronel Portillo. Er liegt am Westrand des Amazonasbeckens westlich des Río Ucayali. Der Río Aguaytía durchquert den Osten des Distrikts und mündet im äußersten Osten des Distrikts in den Río Ucayali. Der Río Juantia, ein linker Nebenfluss des Río Aguaytía, durchfließt in den Westen des Distrikts. In dem Gebiet wurde der tropische Regenwald weitgehend gerodet. Es werden verschiedene landwirtschaftliche Produkte angebaut.
Der Distrikt Nueva Requena grenzt im Süden an die Distrikte Campoverde und Curimaná (Provinz Padre Abad), im äußersten Westen an den Distrikt Contamana, im Norden an den Distrikt Padre Márquez (beide zuvor genannten Distrikte sind in der Provinz Ucayali, Region Loreto) sowie im Osten an die Distrikte Callería und Yarinacocha.